# Kornflaschen (Friedeburgerhütte)

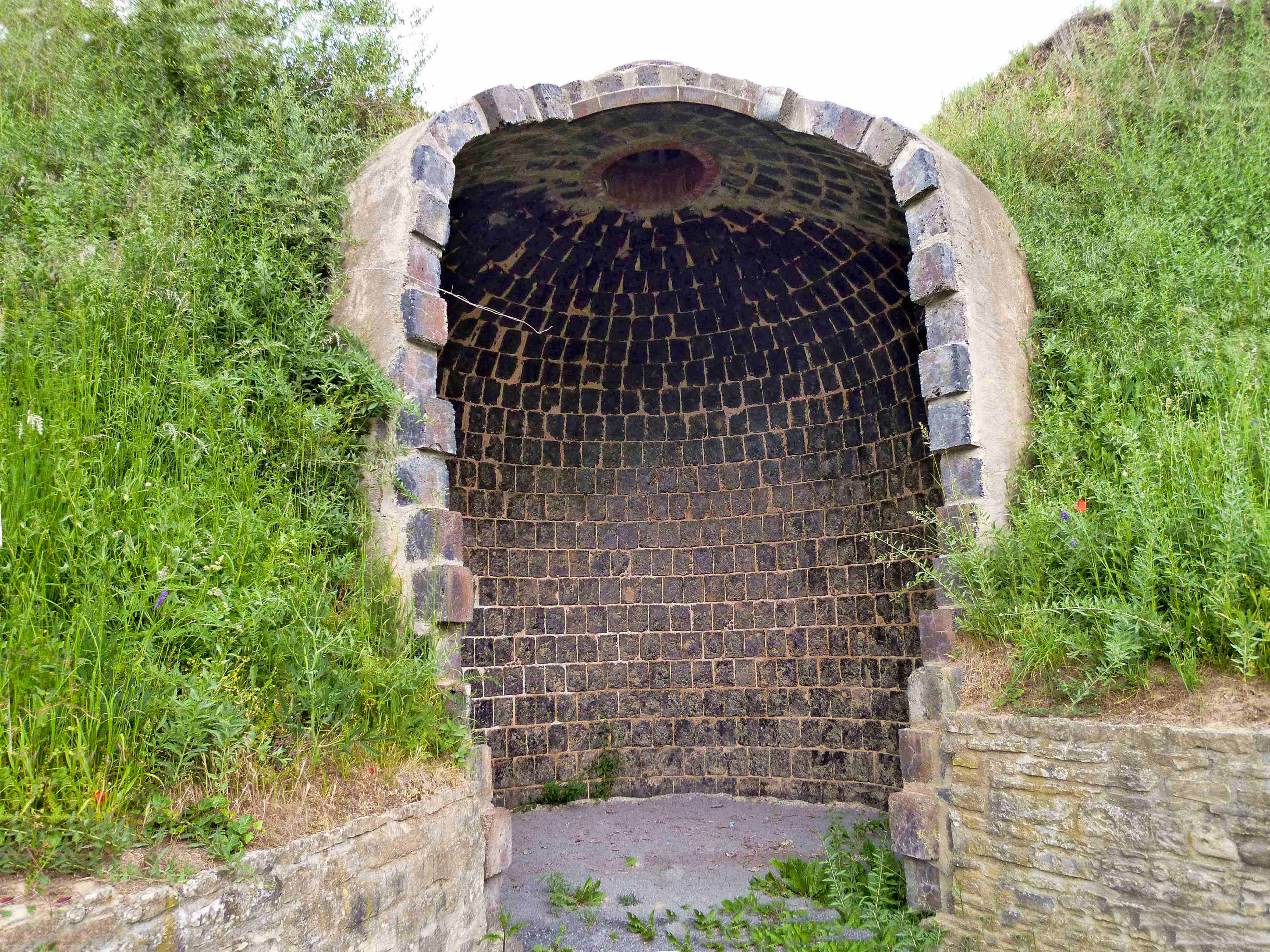
Kornflasche Friedeburgerhütte

Die Kornflaschen sind Speicher in der Ortschaft Friedeburgerhütte der Stadt Gerbstedt im Landkreis Mansfeld-Südharz in Sachsen-Anhalt.

## Lage
Die Kornflaschen befinden sich an der Schlenzetaler Straße (Landesstraße 154 / 158) am westlichen Ortseingang. Der hier anstehende Lößlehm eignete sich gut für den Einbau der Silos. Die Verfugung ermöglichte eine wasserdichte Lagerung, zudem ist die Schlacke selbst wasserabweisend. Die Deckel waren unterirdisch in einem Meter Tiefe, so dass eine konstante Temperatur herrschte. Dadurch blieb das Getreide über Jahre hinweg nutzbar, zumal auch Ungeziefer ferngehalten werden konnte.

## Entstehungsgeschichte und Nutzung
In den Jahren 1825 bis 1841 entstanden in Friedeburgerhütte, einem Industriedorf, das eine wichtige Rolle in der Verwendung von Mansfelder Kupferschlackensteinen als Baustoff spielte, da hier schon im Jahr 1795 die Verwendung für Baustoffe angeregt wurde, zehn unterirdische Silos, die 4,5 bis 9,5 Meter hoch waren. Errichtet wurden sie von dem Kupferbergwerk für jene Familien, die dort auch beschäftigt waren. Untergebracht wurde in den Kornflaschen Getreide, das sie als Deputatlohn erhalten hatten. Ziel war es zudem, das Getreide für die eigenen Arbeiter günstig anzubieten. Bis zum Jahr 1829 wurden sechs errichtet, 1841 folgten zwei weitere. Es wird vermutet, dass die Unruhen (Kornkrawalle) von 1847 weitere Errichtungen bedingten, so dass die letzten Kornflaschen im Jahr 1848 entstanden wären. Diese Nutzung endete um 1870. Später diente sie unter anderem als Freizeitstätte für Kinder und Proberaum für den Chor. Im Jahr 2011 wurde eine Informationstafel aufgestellt, die die Kornflaschen als Geopunkt 7 der Landmarke 19 des Geo-Naturparks Harz ausweisen. Im Jahr 2017 kam die Idee einer Partynacht an den Kornflaschen auf, welche in den Jahren 2018 und 2019 erneut durchgeführt wurde. Auf Informationsmaterialien wird häufiger auf die Silos hingewiesen. Auch wird versucht, sie touristisch zu erschließen bzw. durch Exkursionen dorthin Bewusstsein für ihre Bedeutung zu schaffen.

## Erhaltung
Bereits vor dem Ersten Weltkrieg kam es zu einem schweren Eingriff, als im Frühjahr 1913 der Hang für die Lehmgewinnung für das Messingwerk Rothenburg abgetragen wurde. Dabei wurde die Mehrzahl der Kornflaschen zerstört. Die anderen waren nun der Witterung ausgesetzt, was den Verfall in Gang setzte, aber auch die Aufmerksamkeit auf den kulturhistorischen Wert lenkte. Erhalten blieben lediglich drei, die ab dem Jahr 1995 saniert wurden, wobei man die dritte wiederentdeckte. Hierbei hatte man eine Stützmauer errichtet, die im Jahr 2000 das Herausbrechen einer Flaschenwand aber nicht verhindern konnte. Daher zog sich die Sanierung bis zum Jahr 2001 hin. Im Dezember 2010 sowie im März 2011 rutschte ein Teil der Böschung ab. Im Jahr 2013 wurde das Heraussickern von Salpeter festgestellt und daher im Jahr 2014 vom Kreisausschuss 32.000 Euro für die erneute Sanierung bewilligt. Dabei sollte die Verfugung verbessert sowie der Hang abgesichert werden. Der dann im Jahr 2014 begonnene Rettungsversuch führte zum Einsturz einer Kornflasche. Aufgrund ihres kulturhistorischen Wertes wurde die Rettung aber erneut beschlossen und die Sanierung im Jahr 2015 umgesetzt.
Die ehemaligen Silos stehen als Baudenkmal unter Denkmalschutz und sind im Denkmalverzeichnis mit der Nummer 094 65760 erfasst. Die beiden letzten erhaltenen Kornflaschen gelten heute als Ortswahrzeichen von Friedeburgerhütte. Im Jahr 1998 waren die Kornflaschen Teilmotiv der Gedenkmünze Mansfelder Land - Taler.

## Name
Der Name Kornflasche bezieht sich auf das hier gelagerte Gut (Getreide) sowie auf die Form der Silos und auf das leicht glasige Aussehen der Kupferschlackesteine. Mit dem alkoholische Getränk Korn bzw. seiner Flasche haben sie nichts zu tun.